# 红枝崖爬藤
红枝崖爬藤（学名：Tetrastigma erubescens）是葡萄科崖爬藤属的植物。分布于越南、柬埔寨以及中国大陆的广西、海南、云南、广东等地，生长于海拔100米至1,100米的地区，见于山谷林中以及山坡岩石缝中，目前尚未由人工引种栽培。

## 别名
红脉崖爬藤（海南植物志）

## 异名
- Tetrastigma erubescens Planch. var. monophyllum Gagn.
- Tetrastigma erubescens Planch. var. monospermum Gagn.